# Nokia 3108
Nokia 3108 – telefon komórkowy wprowadzony na rynek w listopadzie 2003 roku. Posiada funkcje GPRS, MMS, Java oraz wyświetlacz o rozdzielczości 128 x 128 pikseli, wyświetlający 4 tysiące kolorów. Książka adresowa może pomieścić 300 kontaktów.

## Funkcje dodatkowe
- Słownik T9
- Zegar
- Alarm
- Kalkulator
- Organizer
- Kalendarz
- Wymienna obudowa
- Wygaszacz